# Irena Šimečková
Irena Šimečková (* 16. srpna 1942) byla česká a československá politička, po sametové revoluci poslankyně Sněmovny národů Federálního shromáždění za KDS, v 90. letech komunální politička za ODS.

## Biografie
Ve volbách roku 1990 zasedla do české části Sněmovny národů Federálního shromáždění (volební obvod Jihomoravský kraj) za KDS, respektive za volební koalici Křesťanská a demokratická unie (KDU), kterou vytvořila KDS společně s Československou stranou lidovou (a dalšími menšími subjekty). Poté, co se tato koalice rozpadla, přešla Šimečková do samostatného poslaneckého klubu, který utvořila KDS společně s pravicovou Liberálně demokratickou stranou. Ve Federálním shromáždění setrvala do voleb roku 1992.
V roce 1994 se MUDr. Irena Šimečková uvádí jako lékařka v poliklinice Královo Pole. Po integraci KDS do Občanské demokratické strany působila jako členka ODS a komunální politička. V komunálních volbách roku 1994 byla zvolena do zastupitelstva městské části Brno-Bohunice za ODS. Mandát obhájila v komunálních volbách roku 1998 a komunálních volbách roku 2002. Byla členkou rady městské části a členkou místního sdružení ODS Brno-Bohunice.